# Stizorhina
Stizorhina es un género de aves paseriformes perteneciente a la familia Turdidae. Sus dos miembros, nativos de África, anteriormente se clasificaban en el género Neocossyphus.

## Especies
Se reconocen dos especies en el género:
- Stizorhina fraseri (Strickland, 1844) — zorzal de Fraser;
- Stizorhina finschi (Sharpe, 1870) — zorzal de Finsch.